# 发达社会主义
发达社会主义（俄语：развитой социализм），又称现实社会主义，是以蘇聯為首的东方集团国家在列昂尼德·勃列日涅夫时期流行的意识形态术语，以指稱代该时期各国共产党所推行的苏联的计划经济模式。主要提出者是米哈伊尔·苏斯洛夫。

## 定義
第二次世界大戰結束後，“真實的社會主義”或“现实社會主義”一詞逐漸成為東歐集團國家描述自身政治經濟制度及其社會模式的主要委婉語。法律上通常被稱為“（民主）人民共和國”的這些國家由共產黨所統治，其中一些國家實行專制統治，並且採用計劃經濟模式和宣傳社會主義和/或共產主義作為其意識形態。 引入“真實的（在現實生活中存在的）社會主義”一詞是為了解釋所傳播的意識形態框架與這些國家社會面臨的政治和經濟現實之間的明顯差距。 正如美國共產黨活動家歐文·西爾弗（Irwin Silber）在 1994 年所說的那樣：
“现实社會主義”一詞（儘管有引號）並不是一種諷刺。事實上, 雖然顯然含有隱含的諷刺意味，但是該短語本身是由蘇聯馬克思列寧主義者創造的，並且被蘇聯共產黨及其支持者廣泛使用，用於與那些提出與蘇聯發展的制度顯著不同的社會主義模式的人進行論戰。它的要點是, 蘇聯模式的各種替代方案只存在於其擁護者的頭腦中，而“真正的社會主義”存在於現實世界中。
該術語被一些持不同政見者採用，如魯道夫·巴羅（Rudolf Bahro），他以更具批判性的方式使用它。

## 起源
1967年，在纪念十月革命五十周年时，苏联领导人勃列日涅夫首次表示苏联已建成“发达社会主义社会”。
1971年，在苏共二十四大上，肯定了“发达社会主义社会”这个结论。
1977年，苏联把“苏联已建成发达社会主义”這一説法寫入憲法當中。
1982年，勃列日涅夫逝世。
1983年，苏联领导人尤里·安德罗波夫宣稱：「苏联正处于『完善发达社会主义的这一漫长历史阶段的起点』。」
1985年，“苏联已建成发达社会主义社会”這一説法从理论刊物中逐漸消失。

## 基本特点
苏联共产党中央政治局委员、“发达社会主义”理论的主要提出者米哈伊尔·苏斯洛夫将“发达社会主义”理论概括为十条：
- 利用科技革命最新成就，保证生产力高度发展；
- 进一步发展社会主义公有制和集体农庄合作社；
- 不断发展国民经济，提高人民的福利；
- 完善按劳分配原则；
- 加强工人阶级的领导作用，巩固劳动阶层的联盟；
- 在民族平等和共产主义共同理想的基础上，发展各民族的思想政治、经济、文化；
- 把无产阶级专政的国家转变为共产主义的全民国家；
- 提高人民的文化程度和政治觉悟，形成科学的马列主义世界观；
- 加强共产主义兄弟国家的合作；
- 加强党对社会生活一切领域的领导。

## 在中蘇論戰中所起的作用
真實的社會主義一詞的另一個方面與中蘇論戰和蘇聯及其衛星國與中華人民共和國及毛澤東主義的追隨者之間的其他意識型態分歧有關。受中國所啟發的共產主義運動在世界範圍內迅速發展，成為蘇聯思想的“激進左翼”替代品，它聲稱蘇聯不再是社會主義國家，而且背叛了革命。為了反駁修正主義的這一主張，蘇聯人將他們的版本稱為“真實的社會主義”，暗示他們認為其他社會主義模式是不現實的。